# Metidae
Metidae é uma família de crustáceos da ordem Harpacticoida.